# 葛芮維爾海螄螺
葛芮維爾海螄螺（学名：Epitonium gravieri）为海螄螺科海螄螺屬下的一个种。